# Armonia
Armonia – typ silnikowego wagonu tramwajowego powstałego dla sieci tramwajowej w rumuńskim mieście Timișoara. 30 normalnotorowych i wysokopodłogowych wagonów krótkoprzegubowych wyprodukowano w latach 2015–2018 w oparciu o konstrukcję tramwajów GT4d, GT4e i GT4f z lat 70. XX wieku. Wagony te sprowadzono do Timișoary z Bremy w latach 2007–2010 i wykorzystano jako dawców części dla nowego tramwaju Armonia, oznaczanego również jako GT4MT, przy czym „M” pochodzi od rumuńskiego słowa modernizat, a „T” od Timișoary.

## Historia
Po rewolucji w Rumuńskiej z 1989 r. ówczesne przedsiębiorstwo komunikacyjne Regia Autonomă de Transport Timișoara (od 2017 r. pod nazwą Societatea de Transport Public Timișoara) zaczęło po roku 1995 zastępować tramwaje rodzimej produkcji Timiș 2 używanymi wagonami tramwajowymi sprowadzanymi z Niemiec. Skutkiem był jednak nieujednolicony i przestarzały tabor tramwajowy, który wymagał sporych nakładów na remonty głównie z powodu braku części zamiennych i częstych awarii.
Początkowo w celu odnowienia taboru planowano zakup 50 niskopodłogowych tramwajów Alstom Citadis, jednak przetarg nie został ogłoszony z powodów finansowych. W 2013 r. firma RATT podjęła decyzję o kompleksowej modernizacji używanych niemieckich tramwajów. Z wykorzystaniem starych nadwozi i silników miały powstać tramwaje wyposażone w nowoczesne układy elektroniczne i przedział pasażerski dostosowany do współczesnych standardów. Do remontu przeznaczono 50 wagonów, koszt prac oszacowano na 75 milionów euro.
W 2014 r. przedsiębiorstwo komunikacyjne zmodyfikowało swoje zamierzenia i rozstrzygnęło przetarg o wartości 14,4 miliona euro na remont niemal wszystkich zachowanych wówczas tramwajów Wegmann z lat 70. XX wieku. Zwycięzcą przetargu zostało konsorcjum firm Astra Vagoane Călători z Aradu i Electroputere VFU z Pașcani, przy czym każdy z zakładów miał wyremontować po 15 tramwajów. Jako pierwowzór dla tramwajów Armonia posłużył zmodernizowany w 2012 r. w podobnym zakresie tramwaj GT4 z Jassów, który jednak pozostał prototypem.

## Modernizacja
W ramach programu modernizacji trwającego do 2018 r. tramwaje Wegmann otrzymały nowe ściany przednie i tylne z tworzywa sztucznego, nowe wyposażenie elektryczne produkcji ICPE-SAERP z Bukaresztu, hamulce firmy Henning & Kahl, 29 siedzeń w układzie 1+1, system klimatyzacji przedziału pasażerskiego i kabiny motorniczego, pantograf połówkowy, podjazd dla wózków dziecięcych i inwalidzkich, monitoring i bezprzewodową sieć lokalną. Prędkość maksymalna zmniejszyła się do 50 km/h, a możliwość łączenia wagonów w składy została zlikwidowana.
Teoretycznie w wyniku modernizacji powstały nowe tramwaje, gdyż ze starych wykorzystano jedynie podwozie i wózki. Stare podwozie zostało przebudowane i wzmocnione. Nadwozie składa się ze spawanych profili. Obydwa nowe silniki asynchroniczne typu TN A 14 produkcji UMEB są sterowane tranzystorami IGBT, łączna moc silników jest równa 200. Wygląd tramwaju zaprojektowała firma VRG Railway Components z Bystrzycy.
Dwa pierwsze przebudowane tramwaje, nr 3504 z Aradu i 3517 z Pașcani, dostarczono odpowiednio pod koniec czerwca i na początku lipca 2015 r. do Timișoary. Zmodernizowane tramwaje zachowały stare numery taborowe. Pod koniec 2015 r. tramwaje Armonia rozpoczęły regularne kursowanie. Początkowo obsługiwały tylko linie nr 1, 2, 6 i 9. Od kwietnia 2018 r. zaczęły obsługiwać także linię nr 7, od lipca 2018 r. także linie nr 4 i 8.

## Statystyka
| Typ  | Rok produkcji | Numer taborowy | Numer rejestracyjny | Przebudowa w |
| ---- | ------------- | -------------- | ------------------- | ------------ |
| GT4d | 1973          | 3502           | TM 00144            | Arad         |
| GT4d | 1973          | 3504           | TM 00778            | Pașcani      |
| GT4d | 1973          | 3509           | TM 00462            | Arad         |
| GT4d | 1973          | 3510           | TM 00311            | Arad         |
| GT4d | 1973          | 3511           | TM 00779            | Arad         |
| GT4e | 1974          | 3512           | TM 00309            | Pașcani      |
| GT4e | 1974          | 3513           | TM 00303            | Pașcani      |
| GT4e | 1974          | 3514           | TM 00760            | Pașcani      |
| GT4e | 1974          | 3515           | TM 00755            | Pașcani      |
| GT4e | 1974          | 3516           | TM 00464            | Arad         |
| GT4e | 1974          | 3517           | TM 00595            | Arad         |
| GT4e | 1974          | 3518           | TM 00457            | Pașcani      |
| GT4e | 1974          | 3519           | TM 00870            | Pașcani      |
| GT4e | 1974          | 3520           | TM 00468            | Arad         |
| GT4e | 1974          | 3521           | TM 00466            | Pașcani      |
| GT4f | 1976          | 3525           | TM 01169            | Pașcani      |
| GT4f | 1976          | 3527           | TM 01163            | Arad         |
| GT4f | 1976          | 3529           | TM 01110            | Arad         |
| GT4f | 1976          | 3531           | TM 01112            | Pașcani      |
| GT4f | 1976          | 3534           | TM 00307            | Pașcani      |
| GT4f | 1976          | 3536           | TM 01114            | Arad         |
| GT4f | 1976          | 3539           | TM 00305            | Pașcani      |
| GT4f | 1976          | 3540           | TM 01165            | Arad         |
| GT4f | 1976          | 3543           | TM 01116            | Arad         |
| GT4f | 1976          | 3547           | TM 01118            | Pașcani      |
| GT4f | 1976          | 3551           | TM 00599            | Arad         |
| GT4f | 1976          | 3552           | TM 00597            | Arad         |
| GT4f | 1976          | 3553           | TM 00759            | Pașcani      |
| GT4f | 1976          | 3554           | TM 00315            | Pașcani      |
| GT4f | 1976          | 3559           | TM 00313            | Arad         |